# Honoré Fragonard
Honoré Fragonard (* 13. Juni 1732 in Grasse; † 5. April 1799 in Charenton-le-Pont) war ein französischer Anatom und erster Direktor der 1766 eröffneten Veterinärschule École vétérinaire d’Alfort. Seine Écorchés, anatomische Präparate, bei denen unter Entfernung der Haut die inneren Organe und das Skelett konserviert werden, sind die bedeutendsten Ausstellungsstücke des medizinhistorischen Museums Musée Fragonard.

## Biographie
Honoré Fragonard, ein Cousin des Malers Jean-Honoré Fragonard, wurde 1732 im südfranzösischen Grasse geboren. Fragonard war der Sohn eines Parfümeurs und Handschuhmachers, durchlief aber eine Ausbildung zum Chirurgen, die er 1759 abschloss. 1762 fand er eine Anstellung als Anatomieprofessor an der von Claude Bourgelat gegründeten Veterinärschule in Lyon. Dort begann er damit, anatomische Präparate anzufertigen. 1765 ging er auf Veranlassung Bourgelats mit einigen Studenten nach Paris, um eine weitere Veterinärschule aufzubauen. Diese installierte sich als École vétérinaire 1766 in Alfort, Fragonard wurde ihr erster Direktor. In seiner Funktion als Anatomieprofessor beaufsichtigte er das Cabinet du Roi, die anatomische Sammlung, und erweiterte sie mit vielen selbst angefertigten Objekten. Nach heftigen Differenzen mit Bourgelat, der eine Oberaufsicht über die Schule ausübte, wurde er 1771 entlassen.
Fragonard setzte seine Tätigkeit als Anatom fort und verkaufte mit einigem Erfolg seine Präparate. Er nahm aktiv an der Französischen Revolution teil und hatte als Ausdruck der hohen Wertschätzung, welche die Medizin genoss, 1793 einen Sitz in der nationalen Kunstjury neben seinem Cousin Jean-Honoré Fragonard und Jacques-Louis David. 1794 übernahm er die Inventarisierung der französischen Anatomiesammlungen, wozu auch das ehemalige Cabinet du Roi der Veterinärschule in Alfort gehörte. Deren Vereinigung in einer nationalen Institution gelang ihm nicht. 1795 trat Fragonard als letzte, nur wenig dokumentierte Tätigkeit vor seinem Tod den Posten eines Direktors der anatomischen Abteilung an der 1794 neu gegründeten École de Santé in Paris an.

## Fragonards Écorchés

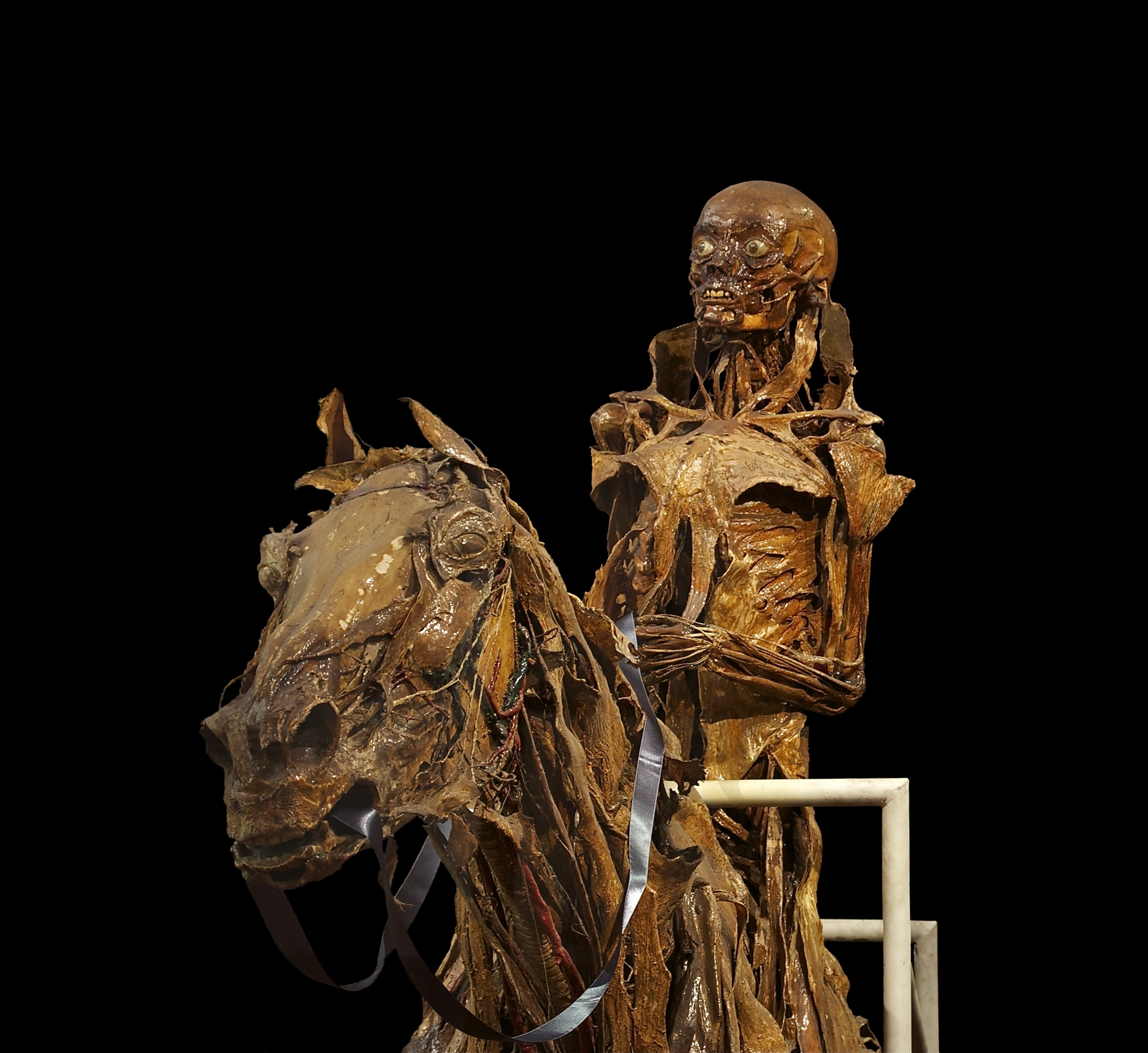
Honoré Fragonard: Reiter auf Pferd, Écorché-Präparat, zwischen 1766 und 1771. In W. G. Sebalds Roman Austerlitz empfindet der gleichnamige Protagonist in seiner Beschreibung des Museums den Reiter als „weitaus am entsetzlichsten“, das Pferd stürmt „mit panischem Blick vorwärts“.

Die anatomischen Präparate, die Fragonards Ruf begründeten, waren seine Écorchés. Dabei wurden unter Entfernung der Haut die inneren Organe und das Skelett von menschlichen oder tierischen Körpern oder Körperteilen konserviert. Fragonard dokumentierte die von ihm angewendete Technik nicht. Laut wissenschaftlichen Untersuchungen, die nach 2003 vorgenommen wurden, entsprach sie derjenigen, die sein Zeitgenosse Jean-Joseph Sue (1710–1792) in seinem Traktat Anthropotomie ou l'Art de disséquer, d'embaumer et de conserver les parties du corps humain („Anthropotomie oder die Kunst, menschliche Körperteile zu sezieren, einzubalsamieren und zu konservieren“, Paris 1750) beschrieb. Dabei wurden in sieben Arbeitsschritten der Leichnam erwärmt, das Blut durch eine spezielle Flüssigkeit aus Schafsfett, Kiefernharz, Terpentin und ätherischen Ölen ersetzt und der Körper oder die Körperteile, nachdem sie in die gewünschte Position gebracht waren, einer Prozedur aus Tränkung in Alkohol und anschließender Trocknung unterzogen, um zuletzt lebensecht koloriert zu werden und als Schutz vor Insektenbefall einen Firnis aus venezianischem Terpentin zu erhalten.
Von den geschätzt 700 Écorchés sind noch 21 Stück vorhanden, die sich fast alle im medizinhistorischen Museum Musée Fragonard befinden. Bei den als wissenschaftliche Demonstrationsobjekte genutzten Präparaten lässt sich die philosophische Strömung des Vitalismus erkennen, so in der Betonung der Blutgefäße und Nervenstränge. Einige Präparate, bei deren Gestaltung augenscheinlich mehr Gewicht auf die künstlerische und emotionale Wirkung gelegt wurde, stehen in der Tradition der Kunstkammerobjekte und sind biblisch oder allegorisch, etwa mit dem Vanitasmotiv, aufgeladen. Insbesondere ist dies der Fall bei einem Reiter auf galoppierendem Pferd, einem Mann mit einer Kinnbacke in der Hand als Darstellung des Samson sowie bei Foeten, die in Bewegungs- oder Tanzposen präpariert wurden und laut überlieferten Beschreibungen als Gruppe arrangiert waren. Einer Legende nach handelt es sich bei der Reiterfigur um die noch vor der Hochzeit verstorbene Verlobte Fragonards, die er selbst präpariert haben soll. Tatsächlich ist es aber der konservierte Leichnam eines Mannes, wie sich an einem Penisrest erkennen lässt.

## Bibliographie
- Christophe Degueurce: Honoré Fragonard et ses Écorchés. Un anatomiste au siècle des Lumières. Éd. RMN, Paris 2010, ISBN 978-2-7118-5748-7

## Nachweise
1. ↑  W. G. Sebald: Austerlitz. Carl Hanser Verlag, München und Wien 2001, S. 374–376, ISBN 3-446-19986-1
2. ↑  Vergleichbare Vanitas-Dioramen hatte bereits Frederik Ruysch (1638–1731) mit Foetenskeletten hergestellt. (Zymoglyphic Museum: Frederik Ruysch's Anatomical Dioramas.)
3. ↑  Musée Fragonard: La légende de la fiancée de Fragonard (« L’examen attentif de la pièce révèle cependant un reste de pénis ligaturé qui ne laisse aucun doute sur le sexe du cavalier. » – „Die aufmerksame Prüfung des Objekts enthüllt jedoch den Rest eines abgebundenen Penis, der keinen Zweifel am Geschlecht des Reiters lässt.“) (Memento des Originals vom 26. April 2012 im Internet Archive)  Info: Der Archivlink wurde automatisch eingesetzt und noch nicht geprüft. Bitte prüfe Original- und Archivlink gemäß Anleitung und entferne dann diesen Hinweis.

| Personendaten    | Personendaten        |
| ---------------- | -------------------- |
| NAME             | Fragonard, Honoré    |
| KURZBESCHREIBUNG | französischer Anatom |
| GEBURTSDATUM     | 13. Juni 1732        |
| GEBURTSORT       | Grasse               |
| STERBEDATUM      | 5. April 1799        |
| STERBEORT        | Charenton-le-Pont    |